# Антоненко, Борис Тихонович
Борис Тихонович Антоненко — советский государственный и политический деятель. Участник Великой Отечественной войны. Член КПСС.

## Биография
Родился в 1912 году в селе Каплуновка. 
Образование высшее (окончил Харьковский юридический институт)
Участник Великой Отечественной войны, военный прокурор 209-й стрелковой дивизии, заместитель прокурора 36-й армии, прокурор Читинского гарнизона.
С 1934 года — на общественной и политической работе.
До 1941 гг. — заместитель начальника колонии для несовершеннолетних в Киеве, следователь в Воронеже, Москве, помощник прокурора г. Чернигова, военный следователь, следователь в Особом стрелковом корпусе РККА (Монголия), следователь Военной прокуратуры Московского гарнизона, помощник военного прокурора 17-й армии.
- В 1946—1948 гг. — прокурор Следственного отдела Прокуратуры Украинской ССР, заместитель прокурора Каменец-Подольской области.[1]
- В 1948—1957 гг. — прокурор Львова.[1]
- В 1957—1963 гг. — прокурор Станиславской / Ивано-Франковской области.[1]
- В 1963—1983 гг. — прокурор Львовской области.[1]

C 1983 гг. — персональный пенсионер.
Умер во Львове в 2010 году.